# Blažo Lompar
Blažo Lompar, črnogorski pravnik in general, * 24. marec 1912, † januar 1985.

## Življenjepis
Diplomiral je na Pravni fakulteti v Beogradu. Leta 1939 je postal član KPJ, zaradi česar je bil večkrat zaprt. Leta 1941 se je pridružil NOVJ. Med vojno je bil politični komisar več enot, kar je opravljal tudi po vojni.
Končal je VVA JLA.